# Minamiise
Minamiise (japanska: 南伊勢町?, Minamiise-chō) är en landskommun (köping) i Mie prefektur i Japan.  